# Okanogan
Okanogan [ˌoʊkəˈnɒɡən] är administrativ huvudort i Okanogan County i delstaten Washington i USA. Vid 2010 års folkräkning hade Okanogan 2 552 invånare.